# Saw VI
Saw VI és la sisena pel·lícula de la saga de Saw. Dirigida per Kevin Greutert i escrita per Marcus Dunstan en col·laboració amb Patrick Melton. La filmació de la pel·lícula es va iniciar el 30 de març de 2009 a Toronto, Canadà i va finalitzar el 12 de maig del mateix any. El 23 d'octubre de 2009 es va estrenar als Estats Units.

## Argument
La pel·lícula comença amb la prova de Simone i Eddie (interpretats per Tanedra Howard i Marty Moreau). Comença quan Simone desperta, hi ha continuació es desperta Eddie, l'aixecar-se-Eddie, Jigsaw a través d'un televisor els diu que han de dipositar "carn" per poder sobreviure, pel fet que són prestadors d'un banc que s'aprofiten de la necessitat de les persones per cobrar més del que poden pagar. Ambdós tenen un arnès al cap amb dos cargols un a cada costat del cap, el joc només dura 60 segons per tallar parts del cos i posar-los en una balança. El que dipositi més pes sortirà lliure. Eddie, aprofitant la seva obesitat, comença a tallar greix de l'abdomen i comença a dipositar més pes que Simone. Mentre Simone comença a fer-se talls en el braç, sense èxit, però en veure que tenia molt poc temps, pren un ganivet de carnisser i comença a tallar el seu braç esquerre, en dipositar el seu braç, el temps acaba i resulta guanyadora Simone, mentre que Eddie mor a causa que els cargols li van perforar el cervell.
Després veiem els minuts finals de l'Agent Strahm, quan és aixafat per dues parets al final de Saw V. Mark Hoffman surt de la caixa de vidre i s'acosta a veure les restes del cos triturat de Strahm.
William Easton (Peter Outerbridge) és el vicepresident en una companyia d'assegurances mèdiques anomenada Umbrella Health. Posseeix un equip de 6 executius que, juntament amb ell, s'encarreguen de trobar "errors" en els requeriments dels malalts per negar-los el suport financer i així evitar desemborsaments de la seva empresa. Prioritza molt la seva feina, fins i tot rebutja els plans que tenia amb una dona a la que anomena "nadó" per l'aniversari d'aquesta per a quedar-se a treballar. Ho veiem conversant amb Debbie (Caroline Cave), l'advocada de la companyia, amb la qual està revisant l'argument que William haurà de declarar en un judici, ja que ha estat demandat per la família de Harold (George Newbern), un dels pacients que, per negar-li suport financer per a la seva curació, ha mort. En un flashback veiem l'enuig de Harold i la desolació de la seva esposa i el seu fill quan William li va negar el suport.
Mentre Hoffman està revisant la cinta del joc de Simone i Eddie és notificat pel departament de policia sobre el "joc" d'aquests, per la qual cosa va a l'escena del crim. Aquí és rebut per Dan Erickson (Mark Rolston), que l'informa que han trobat empremtes digitals de Strahm en l'escena del crim. Li revela també que l'agent Lindsey Perez (Athena Karkanis), qui se sospitava mort per un ninot Billy explosiu a Saw IV, està viva i treballa amb Erickson en el cas. L'anunci de la seva mort va ser fet per Erickson per garantir la seva seguretat. Tot i el malestar Hoffman, els tres acorden treballar junts en el cas.
Pamela Jenkins (Samanta Lemole) és la reportera que segueix el cas Jigsaw, que li comenta a Hoffman que sap que John Kramer (Tobin Bell) va deixar en el seu testament una caixa per a la seva dona, Jill Tuck (Betsy Russell). És per això que vol reunir-se amb ella, però no aconsegueix l'ajuda de Hoffman per aconseguir-ho.
Hoffman visita a Simone a l'hospital i li tracta de fer entendre que ella mateixa va ser la que es va tallar el braç i li pregunta si va aprendre una mica d'aquesta experiència, causant la ira de Simone, que li diu com pot haver après alguna cosa al tallar-se un dels seus braços, encara que abans havia arribat a acceptar que ella i Eddie feien estava malament.
Veiem Jill revisant un vídeo que John va fer quan tots dos van anar a l'ultrasò de la seva encara no nascut fill Gideon, mostrant la felicitat de tots dos en aquest moment. Després recorda com Cecil Adams (Billy Otis) li va causar l'avortament a aixafar el ventre amb la porta d'entrada de la seva clínica de desintoxicació.Jill està sostenint un sobre amb el número 6 escrit. És revelat part del contingut de la caixa que John el va deixar en el seu testament a Saw V. S'aprecien 6 sobres amb números escrits de l'1 al 6, i un paquet groc.
Hoffman, Erickson i Perez acudeixen a la sala d'operacions del Dr. Heffner (James Van Patten), qui va ser el doctor que li va realitzar l'autòpsia a Jigsaw. Aquest els revela als agents que el ganivet utilitzat per tallar la peça de trencaclosques del cos d'Eddie té un tall imperfecte, mentre que totes les altres víctimes de Jigsaw (revisades en la seva totalitat per Heffner) havien estat tallades per un ganivet amb un tall "perfecte". L'única altra víctima que tenia un tall similar al d'Eddie era Seth Baxter, l'assassí de la germana de Hoffman. Això fa que Erickson i Perez sospitin que si una persona diferent de Jigsaw va tallar els trossos d'Eddie i Seth, llavors potser aquesta mateixa persona va gravar les cintes dels seus jocs. En no trobar la cinta del joc d'Eddie i Simone, decideixen investigar a fons la cinta de Seth.
Jill arriba a la seva clínica per on Hoffman l'estava esperant. Aquest li informa que el "joc" ha de començar aquella mateixa nit, ja que algú que no hauria de saber res sap sobre la caixa en testament de John sap sobre ella. Li diu a més que a partir d'aquest moment és ell i només ell qui controla els detalls del joc, al que Jill respon que això no era el que John volia. Molt molest, Hoffman rep els sobres marcats de l'1 al 5, i Jill li informa que no hi havia res més a la caixa.
En un flashback veiem a John conversant amb Jill a la seva clínica sobre els mètodes a utilitzar per canviar les vides dels addictes. John li diu que amb els mètodes que ella utilitza els seus pacients la seguiran decebent i que ell té un mètode més eficient. Com a prova que aquest mètode funciona John li mostra a Jill a Amanda (Shawnee Smith). Li comenta que ella sempre li havia dit que Amanda era una ànima perduda, però que gràcies al seu mètode ja va superar la seva addicció a les drogues. Amanda li diu a Jill que John la va ajudar i que el seu mètode hauria de funcionar, al que aquesta respon amb un somriure.
William és segrestat per una persona coberta amb la màscara de porc i el seu joc comença. Les seves proves es duen a terme en un zoològic abandonat. Per a la seva primera prova està amb els braços estesos, sense poder moure'ls i amb una màscara d'oxigen a la cara amb dos blocs de ciment a cada costat del tors. A banda d'ell hi ha el conserge de la seva oficina, Hank, en la mateixa situació. Quan desperta, el vídeo sobre l'explicació de la seva prova mostra al mateix Jigsaw i no al ninot Billy, com en els altres jocs, ja que Jigsaw li diu que William es preguntava el dia en què s'havien de tornar, o sigui que William ja coneixia Jigsaw. Jigsaw l'informa que ha de complir 4 proves en menys de 60 minuts per treure's les bombes situades en els seus braços i cames abans que explotin. Per sobreviure aquesta primera prova un ha d'aguantar la respiració més que l'altre, ja que amb cada respir que donin els blocs de ciment a cada costat dels seus torsos es van ajuntant, i poden arribar a triturar-los. William aconsegueix aguantar la respiració més que el conserge (en el vídeo és revelat que era un fumador empedreït), el tors és fatalment triturat. En passar la prova, troba una clau amb la qual pot treure's la bomba del braç dret.
Veiem un jove i la seva mare, Brent i Tara (Devon Bostick i Shauna MacDonald), tancats sense saber on són. Disposen d'una televisió que mostra les proves que William va passant. També a la seva habitació hi ha un tanc que conté àcid fluorhídric connectat a una palanca movible amb les etiquetes "Viure" i "Morir".
Hoffman està supervisant les proves i veu en un dels monitors a Pamela Jenkins, que també està tancada en una habitació. Mitjançant un flashback es veu a Pamela visitant la casa de Jill, a qui li dona una carta que havia estat trobada al local on John va morir. Jill no mostra interès en la carta i la rebutja, però Pamela deixa la carta per sota la porta i es retira. Al moment de marxar és atacada per una persona coberta amb la màscara de porc.
En acabar de treure's la bomba del braç dret, William veu escrit a la seva pell "La Festa". Mitjançant un flashback recorda la primera vegada que va conèixer a John. Estaven en una festa a la clínica de Jill, la qual havia estat finançada per Umbrella Health gràcies a William. Aquí, William li comenta a John sobre la fórmula que utilitza per avaluar si un pacient ha de rebre cobertura financera o no. Aquesta fórmula, creada pel mateix William, és la suma acumulat dels pagaments mensuals del pacient multiplicat per la seva esperança de vida i se li resta la probabilitat d'emmalaltir. Només si aquesta suma és positiva se li concedeix la cobertura financera. John li respon que la seva fórmula no té en compte l'element humà més important de tots: la voluntat de viure.
Per a la seva segona prova, en una cambra molt fosca William veu dos manetes que estan connectades a dues cadenes i es mostra el missatge "Pren". William, encara dubitatiu al principi, decideix prendre-les. En fer-ho s'encenen els llums i veu al seu recepcionista Addy (Janelle Hutchison) i a l'arxivador de la seva oficina, Allen (Shawn Ahmed), tots dos atrapats. Un ninot Billy l'informa que ha d'escollir a quin dels 2 salvar. Tots dos tenen cordes en els seus colls i estan aturats sobre una petita superfície que amb els segons es va inclinant més. Els seus braços estan encadenats i connectats amb les cadenes que William està agafant, amb la seva mà esquerra agafa la cadena connectada a la recepcionista i amb la dreta agafa la cadena connectada a l'arxivador. A mesura que la superfície on estan aturats s'inclina més, més pesat es fa per William sostenir les cadenes. L'arxivador és jove i té excel·lent salut, però no té amics propers o familiars, és un antisocial, mentre que la recepcionista és una persona gran i no té bona salut, però té una família amorosa que la impulsa a viure la seva vida amb ells al màxim. El ninot li informa que, segons la seva fórmula, la recepcionista hauria de morir, però, segons el mètode de Jigsaw, l'arxivador no mereix el do de la vida. Al final, quan William ja no pot aguantar més, decideix salvar Addy. Al final de la prova, William aconsegueix la clau per treure's la bomba del seu braç esquerre.
És revelat que l'habitació de Brent i Tara està al costat de la de Pamela, però estan separades per una comporta que està tancada, el que impedeix que es vegin o escoltin. En la habitació de Pamela també hi ha un tanc d'àcid fluorhídric amb una cinta de Jigsaw qui l'acusa de "sensacionalista" la seva vida i el missatge que volia mostrar amb les seves proves només per al seu propi benefici com a reportera.
Hoffman, que està supervisant les proves de William, és cridat per Erickson, que li informa que van trobar la cinta de Seth Baxter, però hi ha alguna cosa que ha de discutir amb ell personalment.
Jill porta fins a un hospital un paquet groc de la caixa del testament que John li va deixar. A l'hospital, mentre camina pels passadissos, mitjançant un flashback podem veure Hoffman acomodant el parany de la creu en la prova final de Jeff Reinhart de Saw III. En un carretó està el cos de Timothy Young (Mpho Koaho) abans que ho posi en el parany. Mentre ultima els detalls de la trampa entren Amanda i Jigsaw (aquest en cadira de rodes). Es revela que Amanda i Hoffman sabien de l'existència d0un l'altre ajudants de Jigsaw i que no es porten bé. Amanda ho critica i li diu que no serveix per fer les trampes i que hauria de quedar simplement fent la feina de carregar a les víctimes. Jigsaw li recrimina que hauria de consultar amb ell abans d'ultimar els detalls d'alguna trampa. Hoffman deixa caure el cos de Timothy com si fos un paquet i Jigsaw li diu que és el cos d'un ésser humà i que hauria de tractar com a tal, al que Hoffman respon que està segur que tant ell com Jigsaw volen veure Timothy patir. Mentre Amanda i Jigsaw es retiren es troben amb Jill. Amanda es retira, a comanda de Jigsaw, a segrestar a la doctora Lynn Denlon. Jill li demana a John que deixi de realitzar aquestes proves i aquest li promet que es va a encarregar que no sigui acusada de res quan tot acabi. En dir-li això s'atura de la seva cadira de rodes i li dona la clau que després faria servir per obrir la caixa del testament. Després del flashback, de tornada a Jill a l'hospital, aquesta s'apropa a una oficina tancada i deixa el paquet per una ranura que hi ha a la porta i es retira, sense adonar que ha estat gravada per una càmera de seguretat. El contingut del paquet groc no és revelat. De tornada amb William, aquest s'adona que en el seu braç esquerre, on abans hi havia una de les bombes, estan escrites les paraules "decisió final". Mitjançant un flashback recorda l'última vegada que va parlar amb John. Estaven a l'oficina de William i John li comenta que ha trobat un tractament nou a Noruega per al tumor cerebral que pateix. L'informa que el doctor a càrrec d'aquest tractament pensa que John seria perfecte per dur a terme el tractament i que hi ha entre 30% i 40% de possibilitats d'èxit, però que les seves peticions de cobertura financera han estat totes denegades. William l'informa que si en veritat fos un pacient idoni per a aquest tipus de tractament, el seu doctor principal, el Dr. Gordon, ho hagués proposat, cosa que no va passar. A més, d'acord amb la fórmula de William, John no és subjecte a cobertura financera. John li respon que el Dr. Gordon no es preocupa pels seus pacients, li mostra la seva molèstia i es retira.
Per a la seva tercera prova, William ha d'ajudar a Debbie, l'advocada de la seva companyia, a creuar un petit laberint en 90 segons o un aparell que té adjunt al seu pit deixarà sortir una llança que li perforarà el crani. En algunes parts del laberint hi ha fuites de gas que no li permeten avançar. William desvia aquestes fugues cap al seu propi cos per ajudar-la. Un cop acabat el laberint i amb pocs segons restants, Debbie descobreix per mitjà de fotos de raigs X que la clau per lliurar l'aparell en el seu pit és dins de William. Amb una serra circular tracta de matar, William es defensa amb cops fins que el cronòmetre arriba a zero i Debbie mor. William ha la tercera clau per lliurar-se de les bombes i continua.
Hoffman arriba a les oficines on es troben Erickson i Perez. Perez l'informa que d'acord amb la seva anàlisi, les empremtes digitals de Strahm trobades en l'escena del crim de Simone i Eddie no concorden amb el temps en què suposadament Strahm va tocar a les víctimas. També li comenten que van trobar freó (clorofluorocarbonis) a les seves petjades (un compost utilitzat en les màquines refrigerants). A més li comenta que han trobat que la veu en la cinta de Seth Baxter ha estat alterada i que no és la de Jigsaw i que l'anàlisi per descobrir al veritable autor s'està duent a terme. Erickson rep una trucada sobre el resultat de l'anàlisi de la cinta i juntament amb Pérez i Hoffman es dirigeixen al laboratori de so.
Veiem Jill treure el sobre amb el número 6 de la caixa i el posa en una bossa, juntament amb altres objectes de la caixa que no són revelats i s'embarca en el seu automòbil.Per a la seva quarta prova, William entra a una cambra on veu els seus 6 executius encadenats en (3 homes i 3 dones). Al capdavant hi ha una escopeta. Un vídeo del ninot Billy li informa a William que el carruatge s'anirà aturant i cada vegada que ho faci l'escopeta dispararà una de les 6 bales que té i que el carruatge es detindrà una vegada per cada executiu. William només pot salvar a 2, però si no fa res, els 6 moriran. Per fer-ho, ha de pressionar uns botons que introduiran ganivets a les mans. William decideix salvar Emily (Larissa Gomes) per tenir fills ja Shelby (Karen clixés) per tenir els seus pares malalts i per les seves pregàries. Al final de la prova agafa la quarta clau i segueix el seu camí.
En el laboratori de so una dona tècnica de so està analitzant la cinta quan arriben els 3 agents. Perez i Erickson comencen a notar les inconsistències a pensar que Strahm és l'ajudant de Jigsaw, a més el nerviosisme de Hoffman cada vegada més i més notori, cosa que demostra està ansiós de sentir la veu de Strahm. Llavors Perez i Erickson comencen a sospitar d'ell i aquest últim comença a persuadir dient que les petjades de Strahm només s'han trobat en els crims recents i no en el de Seth Baxter hi ha més aquest esmenta que un compost anomenat àcid úric actua inconscientment en els éssers vius per la qual cosa van descobrint que les empremtes de Strahm van aparèixer després que ell va morir. Després d'això la tècnica de so acaba d'analitzar la cinta i s'escolta la veu de Hoffman. Immediatament aquest treu un ganivet i li talla la gola a Erickson, li tira cafè calent a Pérez i mitjançant un curtcircuit apaga els llums. Aquesta dispara en contra d'ell però aquest utilitza la tècnica de so com a escut humà i clava el ganivet al ventre de Pérez. Abans de morir Hoffman li pregunta sobre qui més sap que ell és l'ajudant de Jigsaw, al que ella respon "tothom". Hoffman no li creu i acaba de matar-la. Hoffman es dirigeix cap al seu automòbil d'on treu una bossa que conté la mà de Strahm. És revelat que, després de la mort de l'agent Strahm, el que Hoffman va veure en el sostre va ser la mà d'aquest, la qual va guardar en una bossa de plàstic i dins d'un refrigerador per usar-la i deixar les seves empremtes dactilars en els seus crims. Amb la mà, deixa les petjades de Strahm per tot el laboratori i amb gasolina crema tot el lloc amb els cossos endins per així sortir sense càrrecs, però pot haver un error, ja que l'assassí d'aquestes 3 persones amb les seves mans nues (la qual cosa deixa clarament les seves empremtes dactilars i al posar la mà de Strahm les investigacions futures podrien determinar que Hoffman va ser l'assassí, ja que les petjades que apareixen de Strahm són de quan aquesta mort.
Jill arriba al zoològic abandonat i entra a la cambra on Hoffman estava supervisant totes les proves. Treu de la seva bossa la carta que Pamela li va deixar i l'estén a l'escriptori perquè Hoffman la llegeixi en arribar. En l'habitació de Brent i Tara, Brent decideix moure la palanca del tanc d'àcid, però no passa res.
Quan Hoffman arriba al zoològic veu la carta que Jill va deixar. Mitjançant un flashback és revelat que Cecil va entrar a la força a la clínica de Jill per robar drogues per Amanda, ja que ell era el seu traficant. És aquí que, en sortir precipitadament, li va causar l'avortament a aixafar el ventre amb la porta a Jill. Mentre Cecil corre, Amanda queda en xoc en veure els fets. Hoffman sabia això, és per això que mitjançant aquesta carta extorsiona a Amanda, dient-li que ha de matar a Lynn Denlon o li dirà a John la veritat sobre la mort del seu fill Gideon. La carta d'Amanda diu: Amanda, tu estaves amb Cecil la nit que Jill va perdre Gideon. Vas matar el seu fill. Tu ho saps i jo ho sé, així que fes exactament el que et dic. Mata a Lynn Denlon, o li diré a John el que vas fer.
Mentre està veient la carta al zoològic entra Jill i electrocuta la cadira on Hoffman està assegut, fent que perdi el coneixement. William arriba a la porta final quan faltava 1 segon perquè acabin els 60 minuts que tenia per realitzar les seves proves. En obrir la porta s'aixeca una comporta i William es troba entre les habitacions de Pamela i la de Brent i Tara. És revelat que la persona amb la qual William parlava per telèfon, a la qual deia "nadó" i de la qual era el seu aniversari era Pamela, que és la seva germana. Així mateix és revelat que Brent i Tara són el fill i l'esposa, respectivament, de Harold, el pacient a qui William li va negar la cobertura financera i que, en morir, va ocasionar que William sigui denunciat per ells. Un vídeo del mateix John els diu que ara la vida de William és a les mans de Brent i Tara. Amb la palanca del tanc d'àcid fluorhídric poden escollir el seu destí: "Viure" o "Morir". Els diu que poden escollir salvar-lo, després de veure els esforços que ha fet per salvar les persones en les seves proves (mitjançant el monitor a la seva habitació) o poden condemnar de la mateixa manera que ell va condemnar a Harold. És en aquest moment que William s'adona que ell no té una prova final. Ell és la prova final per Brent i Tara.
Mentre Hoffman està inconscient, Jill comença a treure les coses que havia guardat a la seva bossa. Amb unes esposes amarra els braços de Hoffman a la cadira i després treu el parany d'os invertida que Jigsaw va usar en Amanda en Saw I i la hi posa a Hoffman. Quan Hoffman desperta, Jill li diu que John va deixar 5 sobres per Hoffman, però que va deixar també un sisè sobre per Jill. En aquest hi ha una foto de Hoffman i les instruccions per a la seva prova, per la qual cosa Jill diu que és "la voluntat de John".
William i Pamela preguen per misericòrdia a Tara i Brent, però Tara respon que ell no va tenir misericòrdia amb Harold. Li diu que decideix matar-lo no perquè no pugui perdonar, sinó perquè no podria perdonar-se a ella mateixa si el deixa viu i li fa a una altra persona el que William li va fer a Harold. En veure que no és capaç de moure la palanca i matar-lo, Brent és el que finalment, ple de ràbia per venjar al seu pare, activa la palanca cap avall, cap a l'opció "Morir". Això fa que una planxa d'agulles baixi del sostre i cadascuna injecta el cos de William amb l'àcid fluorhídric, causant que el seu cos es dissolgui amb l'àcid, deixant veure els seus budells i restes. Tot això davant la mirada de Pamela i de la família de Harold.
De tornada amb Jill i Hoffman, aquesta el deixa a la seva sort, després de dir-li "Fi del joc" i acciona el cronòmetre de 45 segons que ha Hoffman abans que el parany d'os invertida s'accioni. Movent el cap fortament colpeja el parany contra la seva mà esquerra i, en trencar els seus ossos, aconsegueix treure's les esposes i la fa servir per alliberar la seva mà dreta. Es posa dret i comença a buscar amb què aturar la trampa. Trenca una finestra que té uns barrots horitzontals i entre els barrots posa el seu cap. En arribar el cronòmetre a zero el parany s'obre però no arriba a obrir-se totalment, ja que els barrots d'acer ho impedeixen. Després es treu el parany del cap i en fer-ho s'esquinça part de la galta dreta. Un cop lliure, i amb molt dolor crida cap a l'habitació i clarament es pot veure una part de la seva galta i mandíbula trencada, quedant desfigurat, però viu.

## Banda sonora
Saw VI: Original Motion Picture Soundtrack és la banda sonora per a la pel·lícula Saw VI. L'àlbum va ser llançat el 20 octubre 2009 sota la discogràfica Trustkill Records, amb la participació de grups i cantants de metalcore i heavy metal. L'àlbum compta amb la participació de Lacuna Coil, The 69 Eyes, It Dies Today, Mushroomhead, entre d'altres.
| Pista# | Pista            | Duració(Min:Sec) |
| ------ | ---------------- | ---------------- |
| 1      | Saw Six Logos    | 0:31             |
| 2      | Saw VI Open      | 2:28             |
| 3      | Flesh            | 2:31             |
| 4      | Hoffman Coffin   | 1:43             |
| 5      | Bullpen          | 0:24             |
| 6      | Harold Story     | 1:18             |
| 7      | Doctor Team      | 0:55             |
| 8      | On My Way        | 2:07             |
| 9      | Scene Depart     | 0:23             |
| 10     | Fed Perez        | 1:18             |
| 11     | My Arm           | 1:14             |
| 12     | Jill Story       | 1:56             |
| 13     | Autopsy Redux    | 2:00             |
| 14     | Jill and Hoffman | 2:11             |
| 15     | Breath Room      | 6:17             |
| 16     | Take One         | 2:26             |
| 17     | Hanging Room     | 2:35             |
| 18     | Hello, Pamela    | 2:00             |
| 19     | Jill Drives      | 0:48             |
| 20     | Steam Room       | 3:47             |
| 21     | Fingerprints     | 1:38             |
| 22     | Carousel         | 7:58             |
| 23     | Voice Lab        | 3:28             |
| 24     | Severed Hand     | 7:40             |
| 25     | Zepp Six         | 6:07             |

## Saga
- Saw (curtmetratge 2003) (2003)
- Saw
- Saw II
- Saw III
- Saw IV
- Saw V
- Saw VII